# Качанова, Ольга Ивановна
Ольга Ивановна Кача́нова (род. 6 марта 1953, Домна) — поэт, автор и исполнитель песен, автор и ведущая теле- и радиопрограмм, посвящённых музыкально-поэтическим жанрам.

## Биография
Ольга Качанова родилась в военном городке на станции Домна.
Первую песню Ольга Качанова написала в 1980 году. Она лауреат конкурсов авторской песни в Алма-Ате, Минске (1980), Душанбе (1981), Казани (1982), Грушинского фестиваля (1986), Всесоюзного фестиваля в Саратове (1986), обладатель Гран-при Всесоюзного конкурса «Товарищ гитара» (1987). В 1987—1992 гг. — художественный руководитель «Театра авторской песни». В 1990 году вышел сборник стихов О. Качановой «Млечные чернила» и записанные на фирме «Мелодия» совместно с В. Козловым диски «Чужая жизнь» и «Ностальгия — каналья». С 1994 года — член Союза писателей Казахстана.
В середине девяностых годов Ольга Качанова — автор и ведущая теле- и радиопрограмм, посвященных песенному творчеству: «Под крышами Парижа», «Песня, гитара и мы», «Театр авторской песни». В 1997 году журнал «Простор» публикует её повесть «Белый таракан». В 1998 году О.Качанова и В.Козлов выпускают CD «Красная птица».
В 2001 году на ОРТ-Казахстан транслируется «Проект Ольги Качановой» — более ста ежедневных передач об авторской песне. С 2004 года по 2007 год она вела программу «Мои поющие друзья» на радио NS. На Всемирном слёте бардов, поэтов и музыкантов в Турции (2004 г.) и Италии (2005 г.) песни Ольги Качановой признавались лучшими.
Ольга Качанова — член жюри международных фестивалей авторской песни в Санкт-Петербурге, Астане, Алма-Ате и крупнейшего песенного фестиваля имени Валерия Грушина в Самаре. Её песни «Утренние женщины» и «Стрелочник» оказались в списке самых знаменитых авторских песен, в который вошли произведения признанных мастеров жанра. В 2007 году по версии еженедельника «Аргументы и факты» CD «След одиночек» Ольги Качановой и Вадима Козлова признан «альбомом года» в Казахстане.

## Дискография
- CD «След одиночек» (2007)
- Аудиокнига «Белый таракан» (2007)
- DVD «Жизнь без прикрас» (2002)
- CD «Красная птица» (1998)
- Альбом «Ностальгия — каналья» (1992)
- Виниловый диск «Чужая жизнь» (1990)
- Поэтический сборник «Млечные чернила» (1990)